# High tea (maaltijd)
Een high tea - vaak kortweg tea - is een Engelse maaltijd die rond zes uur in de avond wordt genuttigd. De term wordt door de lagere klasse in het noorden van Engeland gebezigd. De lagere klasse in het zuiden van Engeland (en de hogere klasse in heel Engeland) noemt deze maaltijd supper of dinner. De oorsprong van de 'high' tea ligt in het feit dat deze aan een normale tafel gegeten wordt, terwijl de traditionele Engelse afternoon tea aan een laag salontafeltje gedronken wordt.
Een high tea (ook bekend als meat tea of tea) is in Engeland, Ierland en Schotland een maaltijd met gerechten als witte bonen in tomatensaus op wittebrood, worstjes, kaasjes en eieren. In de omgangstaal spreekt men kortweg van 'tea' wanneer men het avondmaal bedoelt. Daar is het dus (uitsluitend in arme arbeiderskringen in het noorden) een synoniem voor 'supper' of 'dinner'.

## Misvatting
Dat een high tea een luxueus middagritueel zou zijn, is een misvatting. In bijvoorbeeld Nederland noemen hotels en restaurants een aangeklede thee (vroeger een thé complet genoemd) vaak een high tea. Deze (lichte) maaltijd wordt in Engeland een afternoon tea of cream tea genoemd.